# Manuel Atienza
Manuel Atienza Rodríguez (Oviedo, 24 de septiembre de 1951) es un jurista y filósofo del derecho español. Estudió su licenciatura en Derecho en la Universidad de Oviedo (1973) y posteriormente obtuvo el título de doctor en Derecho por la misma universidad (1976), con una tesis sobre la filosofía del derecho en Argentina, bajo la dirección de Elías Díaz. Se ha desempeñado en el ámbito académico y ha sido profesor y conferencista de numerosas universidades en todo el mundo, así como en tribunales y escuelas judiciales. Además de Elías Díaz, ha reconocido públicamente que en su formación y obra influyeron decisivamente Juan Ramón Capella, Felipe González-Vicén, Javier Mugüerza y Gustavo Bueno, en España; Carlos Santiago Nino, Ernesto Garzón Valdés, Genaro Carrió, Carlos Alchourrón, Eugenio Bulygin, Roberto Vernengo y Ricardo Gibourg, en Argentina; Renato Treves, en Italia; y Robert S. Summers, en Estados Unidos.

## Ocupación
Manuel Atienza es catedrático de Filosofía del Derecho de la Universidad de Alicante desde 1982, donde es además director de la revista Doxa-Cuadernos de Filosofía del Derecho y del máster en argumentación jurídica. Antes de llegar a la Universidad de Alicante fue profesor en las universidades Autónoma de Madrid y de Valencia, así como de la Academia Europea de Teoría del Derecho. Además, ha dictado numerosos seminarios, cursos de maestría y doctorado en diferentes universidades y fue profesor visitante en la Universidad de Buenos Aires, en Argentina y Cornell University, en Estados Unidos.
Fue Vicepresidente de la Asociación Internacional de Filosofía Jurídica y Social, IVR y ha sido director de más de veinte tesis doctorales.

## Doctoradoshonoris causay homenajes
Atienza ha recibido varios doctorados honoris causa:
- Universidad de Especialidades Espíritu Santo (Ecuador).[3]
- Universidad Particular San Gregorio de Portoviejo (Ecuador).
- Universidad de Buenos Aires, 2009[4] (Argentina) (con laudatio de Eugenio Bulygin).
- Pontificia Universidad Católica del Perú, 2010 (Perú) (con laudatio de Marcial Rubio Correa).[5]
- Universidad de Valparaíso, 2010 (Chile) (con laudatio de Agustín Squella).[6]
- Universidad Nacional de Trujillo, 2012 (Perú).[7]
- Universidad Nacional Mayor de San Marcos, 2012 (Perú).[8]
- Universidad Nacional de San Agustín, 2012, (Perú).[9]
- Universidad de la República, 2014 (Uruguay).[10]
- Universidad Nacional del Litoral, 2014 (Argentina).[11]
- Universidad Nacional del Altiplano de Puno, 2016 (Perú) (con laudatio de Boris Espezúa Salmón).[12]
- Universidad Nacional de Cuyo (Argentina), 2016, Argentina.[13]
- Colegio de Morelos (México), 2022.[14]
- Universidad Nacional de La Plata (Argentina) 2023.[15]
- Universidad de León (España), 2024.[16]

Manuel Atienza, además, es miembro de la Academia Colombiana de Jurisprudencia y de la Real Academia Asturiana de Jurisprudencia.